# 大屋和茂
大屋 和茂（おおや かずしげ、1954年10月24日 - ）は、日本のプロゴルファー。ゴルフプラザ十二神所属。
東京都出身。日本大学卒業。1990年PGA入会。